# Selección de sóftbol de los Países Bajos
La selección de sóftbol de los Países Bajos es el equipo nacional de sóftbol masculino de Países Bajos. El equipo compitió en el Campeonato Mundial de Sóftbol Masculino de 1996 en Midland, Míchigan, donde terminaron con 5 victorias y 5 derrotas. El equipo compitió en el Campeonato Mundial de Sóftbol Masculino de 2000 en East London, Sudáfrica, donde terminaron decimocuarto. El equipo compitió en el Campeonato Mundial de Sóftbol Masculino de 2004 en Christchurch, Nueva Zelanda donde terminaron decimocuarto.